# Solanum tapojense
Solanum tapojense là loài thực vật có hoa trong họ Cà. Loài này được Ochoa miêu tả khoa học đầu tiên năm 1980.